# Delta Force: Task Force Dagger
Delta Force: Task Force Dagger es un videojuego de disparos en primera persona desarrollado por Zombie Studios y publicado por NovaLogic. Se trata de un expansión del videojuego Delta Force: Land Warrior. Se ambienta en Afganistán en el año 2002. Como tal, es el primer videojuego de la serie que se ambienta en un conflicto del mundo real.

## Jugabilidad
Delta Force: Task Force Dagger coloca al jugador en el conflicto de Afganistán del año 2002. El jugador tiene la opción de ser cualquiera de las diez unidades de operaciones especiales, incluyendo al Seal Team Six, a los Green Berets y al Servicio Aéreo Especial. Estas fuerzas son las unidades reales de las fuerzas especiales desplegadas en la Operación Enduring Freedom. Cada equipo tiene un papel especial. Por ejemplo, el papel del Seal Team Six es la de médico, los Green Berets son especialistas en armas pesadas, y los miembros de la CIA de la División de Actividades Especiales son francotiradores. Aunque cada unidad tiene armas preferidas, el jugador puede equiparse con cualquier arma que elija. A diferencia de los videojuegos anteriores, Task Force Dagger por lo general envía al jugador solo en misiones, sin ningún tipo de apoyo de soldados amistosos controlados por la IA.
Al igual que todos los títulos anteriores de Delta Force, Task Force Dagger tiene un mayor enfoque en el realismo de lo que es común en el género de disparos en primera persona. La mayor parte del videojuego tiene lugar en grandes entornos al aire libre con distancias de combate de hasta varios cientos de metros, y la balística de balas debe tenerse en cuenta cuando se apunta a objetivos distantes. Típicamente para la serie, los personajes generalmente mueren de un solo golpe. Al igual que Land Warrior, Task Force Dagger también se destaca en el combate en túneles subterráneos estrechos.
Al igual que antes, las misiones son comparativamente abiertas, solo requieren que el jugador cumpla objetivos específicos mientras le permite maniobrar libremente en los mapas. Los objetivos generalmente implican eliminar toda presencia hostil en un área o destruir equipamiento militar como los lanzadores de misiles SCUD y los depósitos de municiones. Antes de cada misión, el jugador puede personalizar la carga de su arma, pero luego puede reemplazar las armas con las lanzadas por personajes muertos o acceder a depósitos de armas para volver a equiparse en la misión.

## Editor de mapas
El paquete de juego incluye un editor de misiones que le da al jugador la posibilidad de crear sus propias misiones de un solo jugador o multijugador, con la característica de hacer mapas para que otros jugadores puedan jugar en ellos. 

## Recepción
El videojuego recibió críticas "mixtas" de acuerdo con el agregador de reseñas de videojuegos Metacritic.